# Dimorphocarpa wislizenii
Dimorphocarpa wislizenii är en korsblommig växtart som först beskrevs av Georg George Engelmann, och fick sitt nu gällande namn av Reed Clark Rollins. Dimorphocarpa wislizenii ingår i släktet Dimorphocarpa och familjen korsblommiga växter. Inga underarter finns listade i Catalogue of Life.